# Walki o Wilno (1918–1919)
Walki o Wilno (1918–1919) – walki o kontrolę nad miastem Wilno, toczone przez polskie ochotnicze oddziały samoobrony wileńskiej, początkowo przeciwko wycofującym się z miasta wojskom niemieckim oraz miejscowym komunistom (31 grudnia 1918 roku – 3 stycznia 1919 roku), a następnie przeciwko nacierającej Armii Czerwonej (4–5 stycznia 1919 roku). Doprowadziły one do przejściowego opanowania większości miasta przez Polaków, którzy jednak zostali zmuszeni do jego opuszczenia z powodu natarcia przeważających sił bolszewickich. Wydarzenia te uważane są przez niektórych historyków za początek wojny polsko-bolszewickiej.

## Kontekst historyczny

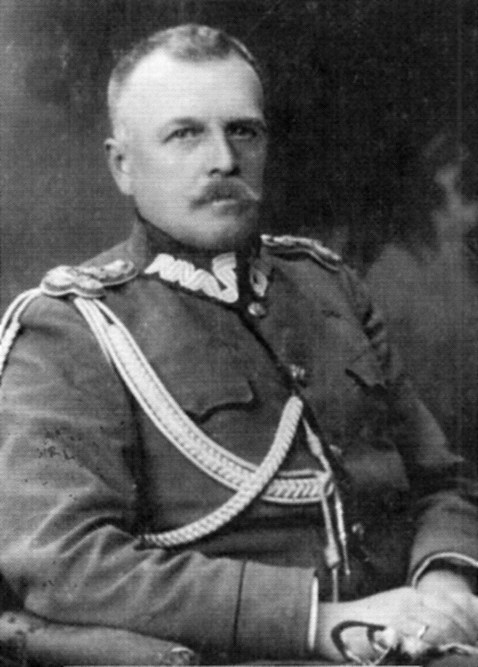
Gen. Władysław Wejtko

Na początku XX wieku Wilno było miastem wchodzącym w skład Imperium Rosyjskiego. W 1914 roku wybuchła I wojna światowa, w której Rosja brała udział jako przeciwnik państw centralnych. W wyniku ofensywy Cesarstwa Niemieckiego w 1915 roku miasto znalazło się pod niemiecką okupacją. Pod koniec 1918 roku wojska niemieckie stopniowo wycofywały się z ziem dawnego Imperium Rosyjskiego, ich miejsce zajmowali zaś bolszewicy. Wilno stanowiło wówczas obiekt sporu terytorialnego między odradzającymi się i nowo powstającymi państwami regionu – Białoruską Republiką Ludową (BRL), Republiką Litewską i Republiką Polską. Od marca 1918 roku w mieście rezydował rząd Litwy, a od początku grudnia także rząd BRL. 15 grudnia w mieście zawiązała się też bolszewicka Wileńska Miejska Rada Delegatów Robotniczych.
Dominującą grupą narodowościową zamieszkującą Wilno, obok Żydów, byli Polacy. Część polskiej ludności Wileńszczyzny jeszcze przed zdobyciem niepodległości przez Polskę przygotowywała się do przyłączenia tych ziem do tworzącego się kraju. Formowanie polskich formacji wojskowych w Wilnie rozpoczęło się 10 września 1918 roku pod patronatem Związku Wojskowych Polaków (ZWP). Utworzono Komitet Obywatelski, który z kolei wyłonił Komitet Bezpieczeństwa Publicznego. W jego pracach z upoważnienia ZWP w Wilnie uczestniczył kpt. Stanisław Bobiatyński. Podjęto próbę porozumienia ludności polskiej, litewskiej, białoruskiej i żydowskiej w celu wspólnej obrony przed zbliżającymi się bolszewikami, ta jednak zakończyła się fiaskiem. W związku z tym obronę miasta zamierzała samodzielnie podjąć nowo powstała polska Samoobrona Krajowa Litwy i Białorusi. Formacja ta od 8 grudnia dowodzona była przez gen. Władysława Wejtkę, który podjął próbę przekształcenia jej w regularne wojsko. W jej skład wchodziła Samoobrona Ziemi Wileńskiej, którą dowodził gen. Eugeniusz Kątkowski. W końcu grudnia 1918 roku liczyła ona ok. 1200 ochotników, mieszkańców miasta i okolic, z których sformowano dwa pułki piechoty i jeden pułk ułanów. Aktywna była wileńska Polska Organizacja Wojskowa (POW) pod kierownictwem Witolda Gołębiowskiego.
29 grudnia 1918 roku władze polskie w Warszawie w ramach reorganizacji rozwiązały Samoobronę Krajową Litwy i Białorusi, a jej członków zaprosiły do wstępowania w szeregi Wojska Polskiego. Gen. Wejtko został mianowany dowódcą Okręgu Wojskowego Litwy i Białorusi, gen. Adam Mokrzecki – komendantem wojskowym Wilna, mjr. Stanisław Bobiatyński – jego zastępcą, a kpt. Zygmunt Klinger – szefem sztabu. Samoobrona Ziemi Wileńskiej przekształciła się w I Brygadę, a jej dowódcą został gen. Bolesław Krejczmer. Formacje te jednak zachowały charakter bardziej zbliżony do ochotniczej samoobrony, niż do regularnego wojska. Oddziały polskie w Wilnie otrzymały polecenie samodzielnego wystąpienia zbrojnego w przypadku próby wkroczenia do miasta Armii Czerwonej.

### Siły polskie
W końcu grudnia polska I Brygada (samoobrona) w Wilnie posiadała następującą strukturę:
- 1 pułk ułanów wileńskich (dowódca rtm. Władysław Dąbrowski; od 30 listopada do 25 grudnia 1918 roku szwadron ułanów Samoobrony Ziemi Wileńskiej)
- 1 batalion (dowódca podkapitan Witold Szczerbicki)
- 2 batalion (dowódca podkapitan Mikołaj Zujewicz)
- 3 batalion (dowódca por. Edward Kaczkowski; złożony z Polaków – dawnych żołnierzy niemieckich)
- 4 batalion POW (dowódca por. Jan Gołębiowski)
- batalion rekrucki (dowódca kpt. Władysław Piasecki)[4][5]

Wkrótce dołączyła do nich Legia Oficerska.

## Przebieg walk

### Przejęcie kontroli nad miastem przez Polaków
Do końca 1918 roku regularne oddziały Wojska Polskiego nie zdołały przedostać się do Wilna. Przyczyną były utrudnienia stwarzane przez Niemców na okupowanym przez siebie terytorium, oddzielającym Wilno od Polski. Oddziały polskiej samoobrony w Wilnie, przewidując, że 5 stycznia Niemcy przekażą Wilno bolszewikom, podjęły decyzję o samodzielnym przejęciu kontroli nad miastem i usunięciu zeń wojsk niemieckich. 31 grudnia 1918 roku dowódca Okręgu Wojskowego Litwy i Białorusi gen. Władysław Wejtko wydał rozkaz mobilizacyjny, w którym polecał, by:

wszyscy zdolni do broni Polacy, od 17-go roku życia począwszy, stawili się natychmiast do biura zaciągowego – Zarzecze 5, a wszyscy Litwini do wojska litewskiego. Białorusinom i Żydom pozostawiam do woli wybór formacji wojskowej, do której chcą się przyłączyć.

Tego samego dnia w Wilnie wybuchły pierwsze walki. 3. batalion zdobył Ratusz Wileński przy ul. Wielkiej. Potyczki miały też miejsce w innych częściach miasta, m.in. w rejonie Ostrej Bramy. Żołnierze polskich oddziałów przystąpili do rozbrajania żołnierzy niemieckich. W wyniku pertraktacji dowództwo niemieckie zobowiązało się do przekazania polskim formacjom części miasta, zachowując jednak kontrolę nad ul. Wielka Pohulanka i dworcem kolejowym. 1 stycznia 1919 roku wyznaczona została polsko-niemiecka linia demarkacyjna. Tego samego dnia komendant wojskowy Wilna gen. Adam Mokrzecki, który przejął władzę w mieście, wydał odezwę do mieszkańców wzywając do porządku, a także:

gwarantując bezpieczeństwo życia i mienia wszystkim, bez różnicy narodowości, zamieszkałym w Wilnie, zapewniając swobodę egzystencji politycznym partiom

Faktycznym dowódcą sił polskiej samoobrony z własnej inicjatywy został rtm. Władysław Dąbrowski, który dopiero później otrzymał formalnie to stanowisko od gen. Wejtki. Niemcy zadecydowali o ewakuacji z miasta i nie stawiali oporu siłom polskim. W nocy z 2 na 3 stycznia polscy skauci, kolejarze i członkowie POW opanowani wileński dworzec kolejowy.

### Oblężenie domu przy ulicy Wroniej
Wobec ewakuacji wojsk niemieckich próbę przejęcia władzy w mieście podjęły organizacje skrajnej lewicy, które jeszcze w połowie grudnia przeprowadziły wybory do Wileńskiej Rady Delegatów Robotniczych. W ostatnich dniach okupacji niemieckiej Rada ta odbyła dwie sesje, ogłosiła się jedyną legalną władzą w mieście i wydała pierwsze dekrety; jej siedzibą był budynek przy ulicy Wroniej. Przewodniczącym Rady był Kazimierz Cichowski, wcześniejszy sekretarz piotrogrodzkiej grupy Socjaldemokracji Królestwa Polskiego i Litwy (SDKPiL), a sekretarzem prezydium – Jan Kulikowski, Polak z powiatu trockiego, członek SDKPiL i Komunistycznej Partii Robotniczej Polski. Rada miała mieszany charakter; największą ale nie dominującą frakcję stanowili w niej bolszewicy, równoważeni przez mienszewików, bundystów, socjaldemokratów i inne ugrupowania. 
Oddziały polskiej samoobrony pod dowództwem rtm. Dąbrowskiego (2. batalion i ok. 30 żołnierzy z 3. batalionu) zaatakowały budynek Rady 1 stycznia wieczorem. W czasie walki szczególnie bohaterską postawą wyróżnił się sierżant Stanisław Kwiatkowski. Obrońcy poddali się 2 stycznia o godz. 14. W wyniku potyczki po stronie polskiej zginął 1 żołnierz, a 4 zostało rannych. Po stronie obrońców zginęło 3 walczących, 5 popełniło samobójstwo, a 76 trafiło do niewoli. Wśród samobójców byli m.in. komendant milicji ludowej L. Czapliński i szewc wileński Bonifacy Wierzbicki. Ponadto żołnierze polskiej samoobrony zdobyli ponad 1000 karabinów i 600 granatów, głównie poniemieckich.

### Pierwszy atak Armii Czerwonej
2 stycznia do Wilna zaczęły się zbliżać regularne oddziały sowieckiej Armii Zachodniej z trzech kierunków: od Niemenczyna, Mołodeczna i Lidy. Dowódca sił polskiej samoobrony, gen. Wejtko, wyprowadził część sił (część pułku ułanów wileńskich, 3. batalion i Legię Oficerską) w rejon Nowej Wilejki z zamiarem zablokowania tam ruchu przeciwnika. Tymczasem w Wilnie pozostały reszta pułku ułanów wileńskich, 1. batalion, 4. batalion POW oraz inne niewielkie pododdziały, nad którymi objął dowództwo rtm. Władysław Dąbrowski.
Polecenie zajęcia Wilna otrzymała bolszewicka 2. Brygada Strzelców (2. BS) Dywizji Pskowskiej Władimira Aleksandrowicza Olderogge, która 1 stycznia znalazła się w rejonie Podbrodzia. Do zadania tego wzmocniona została 5. pułkiem wileńskim pod dowództwem A. Zienkowicza. Zarazem z Mołodeczna na Wilno kierowały się 144. i 146 pułki 17. Dywizji Strzelców Grigorija Maksymowicza Borzinskiego oraz oddział wydzielony Dywizji Zachodniej Władimira Aleksiejewicza Jerszowa. Dowództwo 2. BS w celu wykonania zadania zajęcia Wilna skierowało 4. pułk przez Podbrodzie na Mickuny, aby razem z 1. pułkiem zajął stację kolejową w Nowej Wilejce. Z kolei 5. pułk wileński skierowało z Podbrodzia przez Niemenczyn na Wilno. Oddziały bolszewickie otrzymały polecenie stłumienia polskiego oporu siłą.
4 stycznia 1919 roku pod Nową Wilejką doszło do pierwszych walk z nacierającą Armią Czerwoną. Bolszewicy skierowali tam 1. batalion i, przemieszczające się na prawo od niego, dwie kompanie 4. batalionu pułku pskowskiego pod dowództwem Mochnaczewa. Polska kawaleria poniosła straty i została zmuszona do wycofania się. Piechota próbowała dokonać kontrataku na Nową Wilejkę, jednak ta próba nie powiodła się. Regularne oddziały Armii Czerwonej miały znaczną przewagę nad improwizowanymi, nieregularnymi oddziałami polskiej samoobrony. Polacy dysponowali w dodatku bardzo ograniczonymi zapasami amunicji i nie mieli przygotowanych pozycji obronnych na podejściach do miasta i w samym mieście. Jednocześnie bolszewicy skierowali do bezpośredniego natarcia na Wilno 5. pułk wileński. Gen. Wejtko podjął decyzję o wycofaniu polskich oddziałów spod Nowej Wilejki do Wilna. Wkrótce potem doszło do potyczki z siłami niemieckimi na ul. Wielka Pohulanka, w wyniku której Polacy ponieśli kolejne straty, także w oficerach. Bolszewicy nacierali na miasto przede wszystkim z kierunku Nowej Wilejki i Niemenczyna. Formacje samoobrony zostały zmuszone do wycofania się do centrum miasta, gdzie, dzięki połączeniu sił, odparły atak Armii Czerwonej.

### Drugi atak Armii Czerwonej

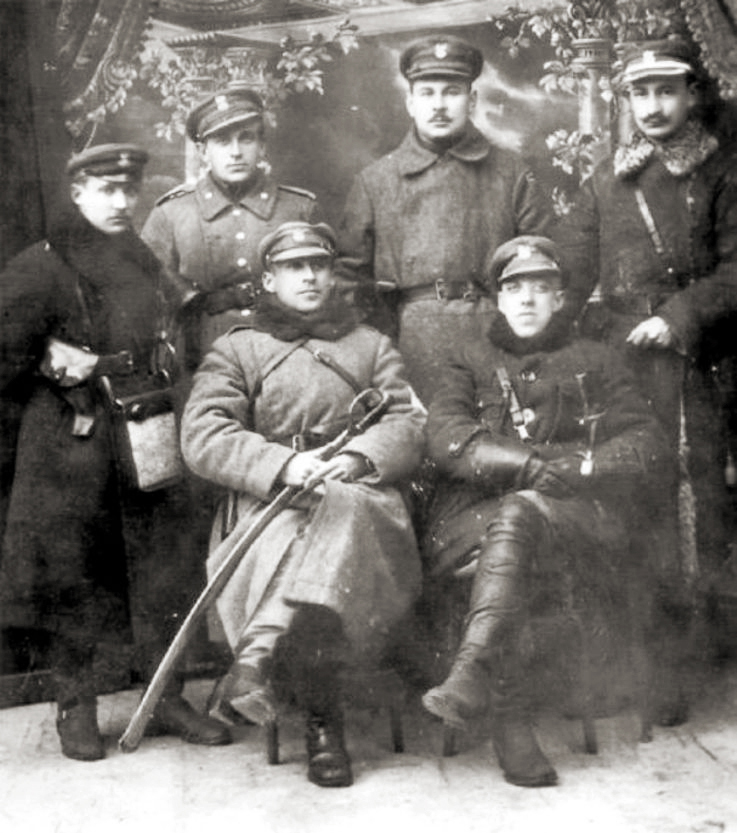
Dowództwo ochotniczego oddziału braci Dąbrowskich – luty 1919 rok. Siedzą od lewej: Władysław i Jerzy

Odparcie ataku przez polską samoobronę było dla bolszewików dużym zaskoczeniem. W celu lepszej koordynacji działań w dniu następnym utworzyli oni jednolite dowództwo. Zaplanowano drugą próbę zajęcia miasta poprzez silny atak na centrum, a następnie okrążenie skrzydła. Dowództwo 5. pułku wileńskiego zarzuciło jednak kierownictwu niekompetencję w planowaniu i kierowaniu natarciem, po czym odmówiło udziału w akcji. 5 stycznia do ataku na Wilno przystąpiło bolszewickie zgrupowanie skoncentrowane w Nowej Wilejce. Polacy zorganizowali obronę następująco: 1., 2. i 4. bataliony broniły południowej części miasta, w tym Zarzecza, natomiast 3. batalion i pułk ułanów wileńskich broniły podejść do Antokola. 4. batalion POW skupiał się na obronie budynku sztabu obrony Wilna na Zarzeczu. Walki rozpoczęły się na przedmieściach. Bolszewicy zajęli Górę Trzykrzyską, skąd rozpoczęli ostrzał artyleryjski miasta, przede wszystkim Zarzecza. Następnie na centrum Wilna uderzyła piechota.
Przewaga bolszewików w tym starciu była bardzo duża. Wileńska samoobrona otrzymała informację z Warszawy, że udzielenie jej pomocy ze strony regularnych oddziałów Wojska Polskiego nie będzie możliwe. W związku z tym, cywilni przedstawiciele Rady Miejskiej zaproponowali gen. Wejtce przerwanie walki. Obawiano się represji ze strony bolszewików, jeżeli będą oni zmuszeni do zdobywania miasta szturmem. Wobec braku szans na utrzymanie się w mieście szef sztabu kpt. Zygmunt Klinger 5 stycznia o godzinie 19. zadecydował o przerwaniu walk i opuszczeniu Wilna.

### Odwrót Polaków
Według rozkazu formacje samoobrony wileńskiej miały opuścić Wilno i 6 stycznia przedzierać się na Rudniki, Raduń, Ejszyszki i Szczuczyn. Ewakuacji towarzyszył duży chaos, nie było możliwości zabrania z sobą broni, amunicji i żywności, a żołnierze nie byli przygotowani do długiego marszu. Większość z nich skupiła się w Białej Wace pod Wilnem. Gen. Wejtko i kpt. Klinger zostali internowani przez Niemców. Po negocjacjach prowadzonych przez kpt. Klingera ustalono, że rozbrojeni żołnierze polscy zostaną przetransportowani pociągami do Łap. W ten sposób na terytorium pod kontrolą rządu polskiego przedostało się 154 oficerów i 1035 szeregowych z 1., 2. i 4. batalionów. Tam weszli w skład tworzącej się Dywizji Litewsko-Białoruskiej. Natomiast żołnierze z pułku ułanów wileńskich, Legii Oficerskiej i 3. batalionu odmówili złożenia broni. Uformowali oni pododdział o nazwie Wileński Oddział Wojska Polskiego pod dowództwem rtm. Władysława Dąbrowskiego, liczący ok. 300 żołnierzy piechoty i 150 kawalerii. Opuścili oni Wilno, po czym, przedzierając się przez Rudniki, Ejszyszki, Ponary i Nowy Dwór, kontynuowali walkę.

## Rządy Białoruskiej Republiki Ludowej i Republiki Litewskiej wobec walk o Wilno

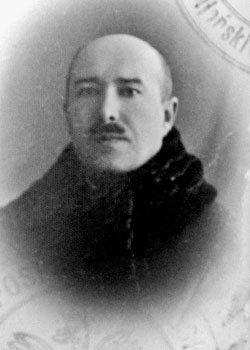
Anton Łuckiewicz − premier Białoruskiej Republiki Ludowej

Pod koniec 1918 roku Wilno było siedzibą rządu Republiki Litewskiej, który uważając ją za spadkobiercę Wielkiego Księstwa Litewskiego, rościł sobie prawa do włączenia miasta w jej granice „z przyczyn historycznych”. Na początku grudnia do Wilna przybył również rząd Białoruskiej Republiki Ludowej z Antonem Łuckiewiczem na czele, zmuszony do opuszczenia Mińska w związku z zajęciem go przez bolszewików. Rząd BRL także uważał Wilno za część swojego terytorium, jednak w tym czasie dążył do strategicznego zbliżenia z Litwą, uznając białorusko-litewskie spory terytorialne za sprawę do rozwiązania w późniejszym okresie. W związku ze zbliżaniem się bolszewików do Wilna Litwini i Białorusini podejmowali wspólne wysiłki w kierunku utworzenia wojsk do obrony miasta. Rząd litewski powołał Białorusina, gen. Kipryjana Kandratowicza, na stanowisko wiceministra obrony krajowej, powierzając mu zadanie utworzenia litewskiej armii z białoruskimi oddziałami w jej składzie. Na początku grudnia w Wilnie rozpoczęło się formowanie 1 Białoruskiego pułku piechoty (1 bpp), którego dowódcą został płk. M. Ławrientiew, dowódcami batalionów – płk Leniwow (kilka dni później zwolniony z 1 bpp) i ppłk Uspienski, dowódcami kompanii – kpt. Eugeniusz Hajdukiewicz, porucznicy Piatko, Żywotkiewicz i Talkowski. Pod koniec grudnia do pułku trafili kolejni oficerowie: Siatkowski, Hassan Konopacki, Dawid Jakubowski, Remiszewski i Łukaszewicz. Rozpoczęto też formowanie sztabu 2 Białoruskiego pułku piechoty. Działania te jednak okazały się niewystarczające do podjęcia obrony Wilna przed bolszewikami. Pod koniec grudnia armia litewska była dopiero w trakcie tworzenia, a jej zalążki formowały się w Kownie, Olicie i Kiejdanach. Oddziały białoruskie w Wilnie posiadały jedynie kadrę oficerską, natomiast brakowało w nich szeregowych. W związku z tym, 27 grudnia 1918 roku białoruskie formacje wojskowe wraz z większością członków rządu BRL opuściły Wilno i ewakuowały się do pozostającego pod niemiecką okupacją Grodna. Rząd litewski ograniczył się natomiast do symbolicznego gestu powieszenia litewskiej flagi nad wileńską Górą Zamkową, po czym 1 stycznia także ewakuował się wraz z Niemcami pociągiem do Kowna. Przyczyną ewakuacji litewskiego rządu było nie tylko zbliżanie się bolszewików do miasta, ale także obawa, że po umocnieniu się w nim Polaków jego dalsza praca będzie bardzo utrudniona lub niemożliwa.
3 stycznia 1919 roku premier BRL Anton Łuckiewicz przekazał na ręce polskiego ministra spraw zagranicznych Leona Wasilewskiego notę protestacyjną. Niezadowolenie jego rządu wzbudził fakt, że gen. Władysław Wejtko ogłosił w Wilnie mobilizację, która obejmowała także mieszkających tam Białorusinów. W ten sposób miał zamiar dać do zrozumienia, że traktuje Wileńszczyznę jako część BRL i nie zgadza się, by żadne inne państwo podejmowało tam działania. Zdaniem historyk Doroty Michaluk tego typu protest w sytuacji trwającego oblężenia Wilna przez bolszewików mógł zostać potraktowany bardzo nieprzychylnie przez znaczną część jego mieszkańców, ponieważ łatwo można było go błędnie zinterpretować jako wyraz sympatii probolszewickich lub nawoływanie do zaniechania obrony.

## Spór historyczny
Walki pomiędzy siłami polskimi i bolszewickimi, które rozpoczęły się 4 stycznia 1919 roku, były pierwszym starciem, w którym wystąpiły przeciwko sobie oddziały formalnie wchodzące w skład Wojska Polskiego i Armii Czerwonej. Z tego powodu niektórzy historycy, m.in. Waldemar Rezmer, przyjmują tę datę jako początek wojny polsko-bolszewickiej. Formacje polskiej samoobrony w Wilnie były jednak oddziałami improwizowanymi i nieregularnymi, działającymi bez konkretnych rozkazów ze strony Naczelnego Dowództwa Wojska Polskiego. Z tego powodu większość historyków nie traktuje wspomnianych walk jako początku regularnej wojny polsko-bolszewickiej, chociaż przyznaje, że była to jej zapowiedź w niedalekiej przyszłości.